# Necenzurirano.si
Portal necenzurirano.si je slovenski preiskovalnonovinarski spletni medij. Začel je delovati v začetku februarja 2020. Poleg preiskovalnega novinarstva vsebina portala vključuje tudi komentarje, analize in intervjuje.
Novinarsko ekipo sestavljata Primož Cirman in Tomaž Modic, do leta 2022 je bila njen del tudi Vesna Vuković. Odgovorni urednik je Primož Cirman, nekdanji podpredsednik in član upravnega odbora Društva novinarjev Slovenije.

## Pregled
Spletna domena je bila registrirana 13. novembra 2019. Cirman in Vukovićeva sta pred tem pisala za Dnevnik, vsi trije pa za Siol.net. Medij je pričel izdajati 3. februarja 2020.
Dan pred pričetkom izdajanja necenzurirano.si je bil ustvarjen blog necenzurirano.info, ki je bil vsebinsko naklonjen vladajoči SDS in kritičen do nasprotnikov te stranke. Ker je bila spletna domena registrirana v ZDA, podatkov o ustanovitelju lažnega dvojnika ni mogoče pridobiti. Namen lažnega dvojnika medija je bilo odžiranje potencianih bralcev medija necenzurirano.si. Ustvarjalci dvojnika so za promoviranje dvojnika porabili več deset tisoč €, tako da se je lažni dvojnik ob brskanju z brskalnikom Google prikazoval na vrhu rezultatov brskanja, pred zadetkom resničnega portala Necenzurirano.

### Lastništvo in korporativni profil
Prvotni izdajatelj je bilo podjetje Providentia v lasti Nejca Rozmana iz Domžal (80 %) ter Tomaža Modica (20 %), ki je tudi direktor družbe. Od začetka leta 2022 je izdajatelj podjetje Media Partner Agencija, d.o.o. Na necenzurirano.si se pojavljajo povezave na prispevke Svet24.

## Kritike
Prispevek Radia Študent Primoža Cirmana - sicer kritika Janeza Janše, kateremu prvi očita napade na medije - obtožuje dvoličnosti, saj da Cirman deluje po pravilih tržnega gospodarstva, molči o svojih financerjih in ne kritizira največjih medijskih lastnikov v državi. Radio Študent pri tem navaja, da sta Kokos in Svet24.si, s katerima necenzurirano.si posluje, v lasti največjega slovenskega medijskega konglomerata Media24, ki ga obvladuje dolenjski poslovnež Martin Odlazek. Odlazek se omejitvam iz Zakona o medijih po navedbah RŠ izogiba s tem, da oglaševalska podjetja in medije posredno obvladuje prek družinskih članov in prijateljev.

### Očitki o političnih povezavah
Vesna Vuković je septembra 2017 ustanovila podjetje SEE M. & C., poslovno svetovanje, ki je poslovalo z Gen-I v času, ko je slednje podjetje vodil Robert Golob, bodoči predsednik vlade in vodja stranke Gibanje Svoboda, ki se ji je Vuković kasneje pridružila. Podjetje SEE M. & C., poslovno svetovanje naj bi za časa 2022 prek poslovanja z Gen-I skupno ustvarilo 103.000 € prihodkov. Vuković na navedbe o potencialno spornem poslovnem razmerju ni odgovorila tudi po pridružitvi stranki Gibanje Svoboda.
Kmalu po oblikovanju Golobove vlade sta novinarja necenzurirano.si Vesna Vuković in Tomaž Modic pričela sodelovati z novoizvoljeno vladno koalicijo; Vuković se je pridružila stranki Gibanje Svoboda kot vodja odnosov z javnostmi in komuniciranja, Modic (ki je še naprej deloval tudi kot novinar pri necenzurirano.si) pa je na postal strokovni svetovalec parlamentarne preiskovalne komisije o sumih nezakonitega financiranja volilne kampanje strank (izbran je bil na željo predsednice komisije iz vrst Gibanja Svoboda). Prav tako pa je Petra Bezjak Cirman, dolgoletna novinarka RTV in žena odgovornega urednika necenzurirano.si Primoža Cirmana, prevzela vodenje vladnega urada za komuniciranje. Sočasno so se pojavila še namigovanja, da bo Primož Cirman prevzel vodenje medijskega portala v državni lasti Siol.net; premier Golob se je na govorice odzval z navedbo, da je Cirman izvrsten novinar in bi ga zato kadarkoli vzel v službo, če bi Cirman to želel (oktobra 2022 je bil sicer za novega odgovornega urednika tega portala naposled imenovan nekdo drug).
Povezave novinarjev necenzurirano.si z Golobovo stranko in vlado so privedle do očitkov, da takšno politično udejanjanje novinarjev krni verodostojnost dela portala necenzurirano.si (kot tudi novinarstva na sploh) zaradi porajanja utemeljenih dvomov o politični (ne)pristranskosti; portal necenzurirano.si je namreč odmevno poročal o nečednostih predhodne Janševe vlade, s čimer je lahko na oblast pomagal sledeči Golobovi vladi, od katere so imele osebe, povezane s portalom necenzurirano.si, karierne koristi. Na očitke o domnevno nehigijeničnih političnih povezavah novinarjev necenzurirano.si iz novinarskih vrst se je v kolumni ostro odzval Cirman, ki je kritikom iz novinarskih vrst očital, da jim mnogi niso stali ob strani tedaj, ko so bili zaradi kritičnega preiskovalnega novinarstva, ki so se mu mnogi ostali stanovski kolegi izogibali, deležni velikih pritiskov oblastnikov, in da je zato tudi nimajo pravice novinarjem necenzurirano.si očitati, če po desetletjih "[...] slab[ih plač], dolgi[h] delavniko[v] in strahu pred prihodnostjo [...] nekdo ugotovi, da vse skupaj vendarle ni vredno, in gre, kamorkoli pač [...]". Na nekatere očitke se je odzval tudi premier Golob, ki je dejal, da je običajno, da mesto predstavnika za stike z javnosti strank zavzamejo novinarji, zaradi česar da se mu zdi problematizacija te kadrovske poteze hipokritična.